# BH Air
Balkan Holidays Air (kurz BH Air, bulgarisch Би Ейч Еър) ist eine bulgarische Fluggesellschaft mit Sitz in Sofia und Basis auf dem Flughafen Sofia.

## Geschichte

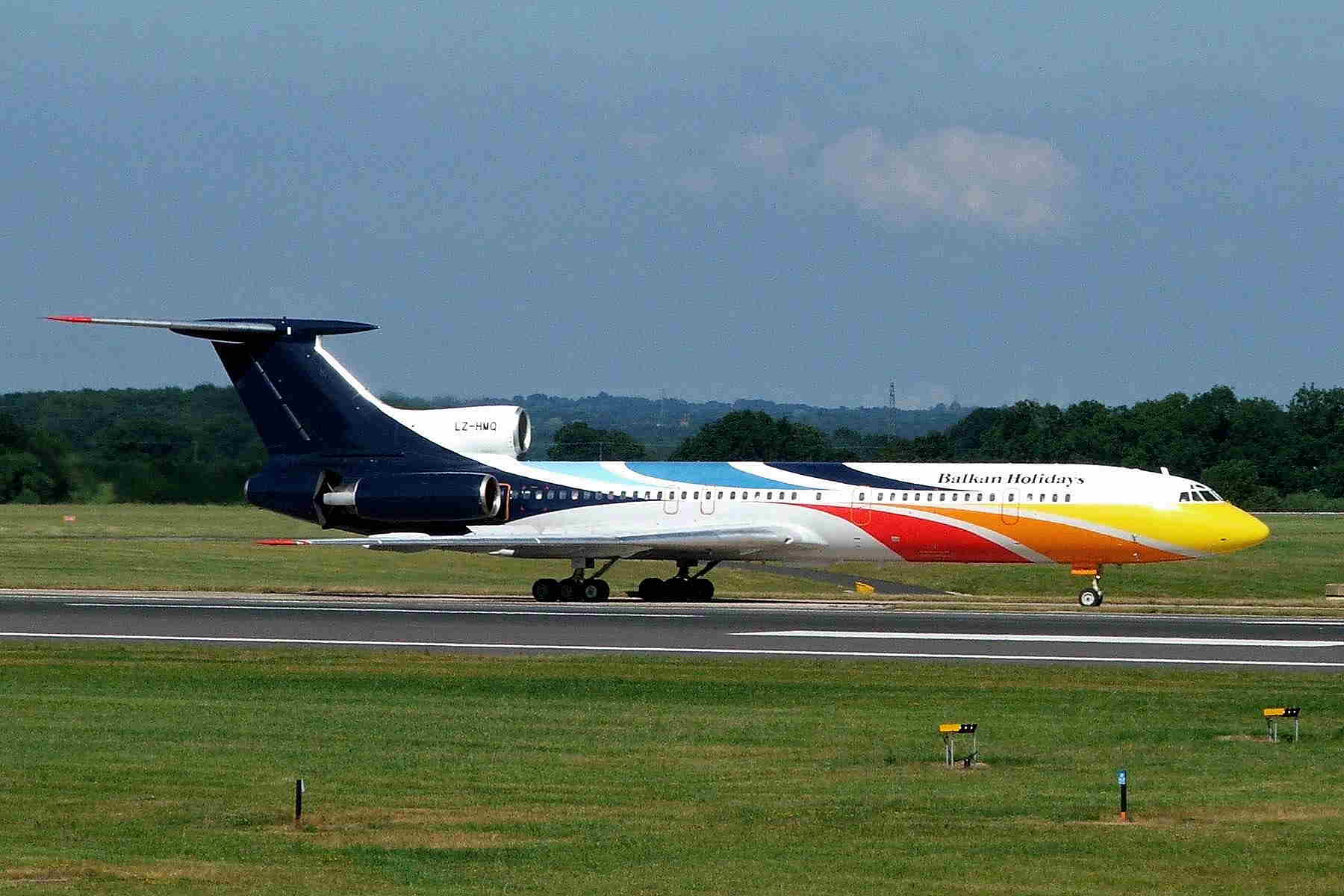
Tupolew Tu-154M der BH Air im Jahr 2005

BH Air wurde im Januar 2001 von den bulgarischen Fluggesellschaften Hemus Air und Balkan Holidays gegründet und nahm am 10. Januar 2002 mit einer 157-sitzigen Tupolew Tu-154M den Betrieb auf. Dieses Flugzeug ist inzwischen durch Maschinen der Airbus-A320-Familie ersetzt worden.

## Flotte

### Aktuelle Flotte

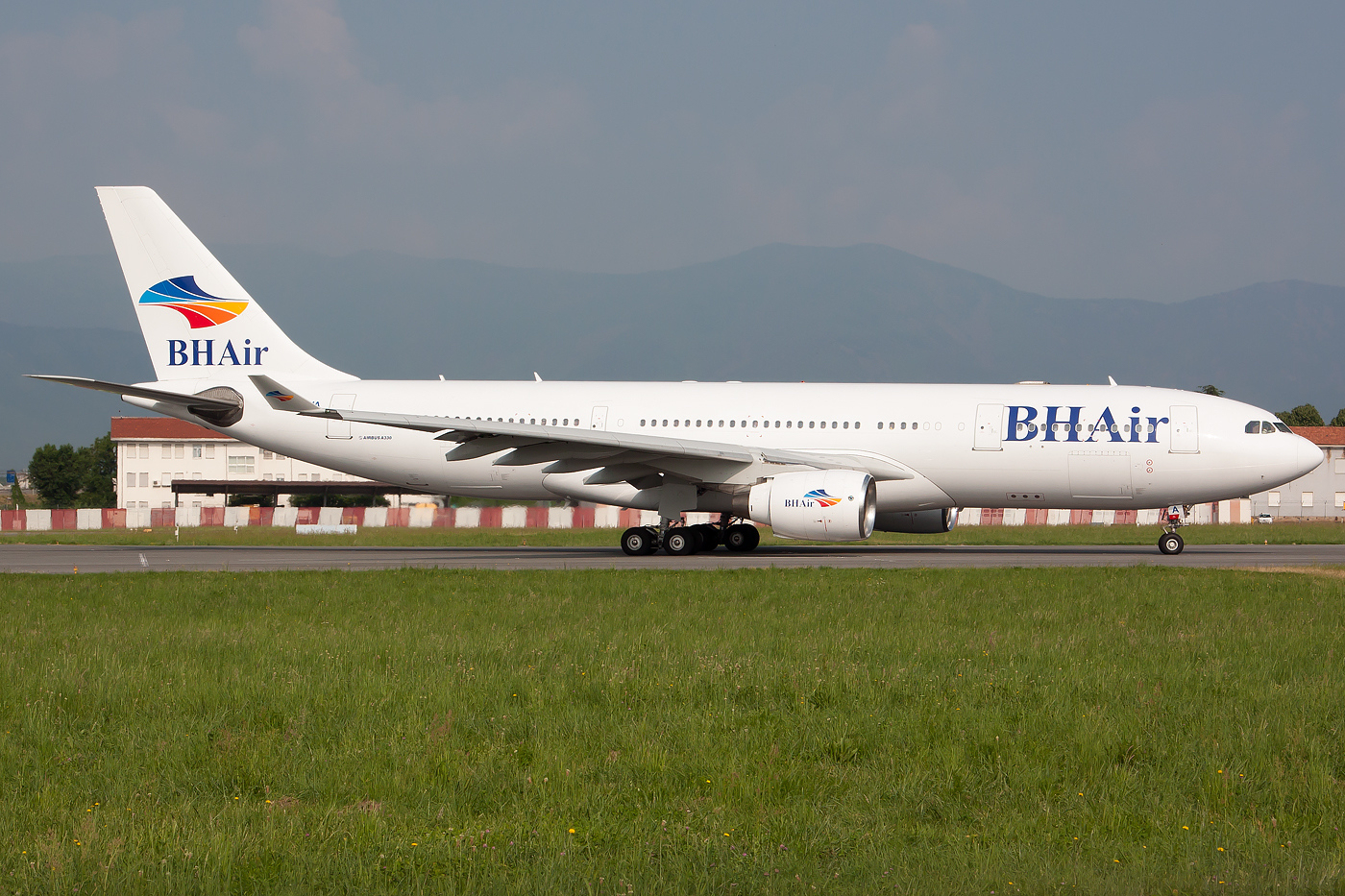
Sich inzwischen nicht mehr in der Flotte befindlicher Airbus A330-200 der BH Air auf dem Flughafen Turin, Sommer 2015

Mit Stand April 2025 besteht die Flotte der BH Air aus drei Flugzeugen mit einem Durchschnittsalter von 18,9 Jahren:
| Flugzeugtyp     | Anzahl | bestellt | Anmerkungen                      | Sitzplätze (Business/Economy) | Durchschnittsalter |
| --------------- | ------ | -------- | -------------------------------- | ----------------------------- | ------------------ |
| Airbus A320-200 | 3      |          | zwei betrieben durch UR Airlines | 180 (-/180)                   | 18,9 Jahre         |
| Gesamt          | 3      | -        |                                  |                               | 18,9 Jahre         |

### Ehemalige Flugzeugtypen
- Airbus A319-100
- Airbus A321-100
- Airbus A330-200
- Boeing 767-300ER
- Tupolew Tu-154M